# Бюшинг (лунный кратер)
Кратер Бюшинг (лат. Büsching) — крупный ударный кратер находящийся в гористой южной материковой части видимой стороны Луны. Название присвоено в честь немецкого теолога, географа и педагога Антона Фридриха Бюшинга (1724—1793) и утверждено Международным астрономическим союзом в 1935 г.

## Описание кратера

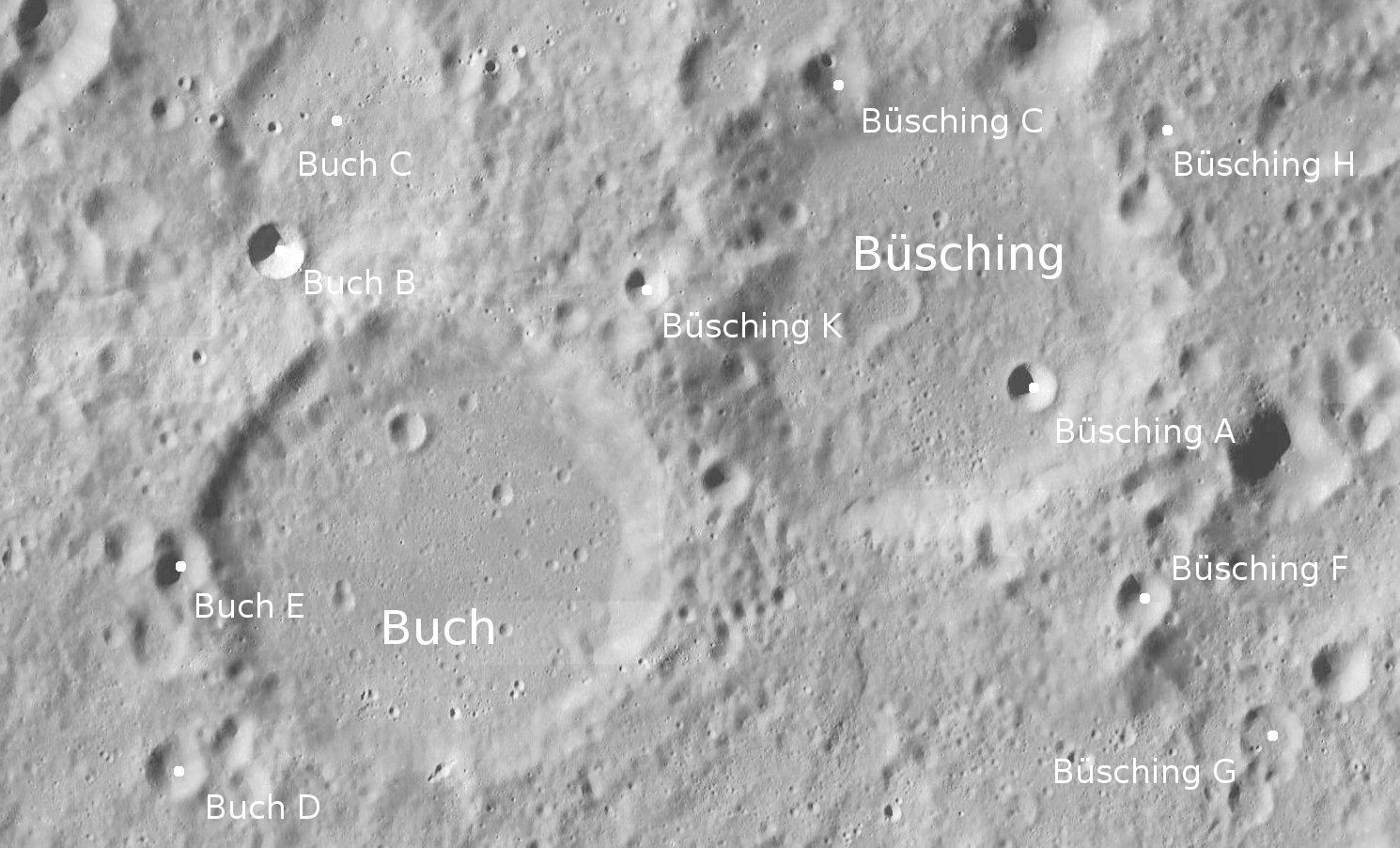
Окрестности кратера Бюшинг. Снимок зонда Lunar Reconnaissance Orbiter.

Ближайшими соседями кратера являются кратер Гемма-Фризий на северо-западе; кратер Рабби Леви на северо-востоке; кратер Риччи на востоке-северо-востоке; кратер Николаи на юго-востоке и кратер Бух примыкающий к нему на юго-западе. Селенографические координаты центра кратера 38°02′ ю. ш. 19°58′ в. д. / 38,04° ю. ш. 19,96° в. д., диаметр 53,5 км, глубина 1,81 км.
За время своего существования кратер подвергся значительному износу, вал кратера скруглен последующими импактами. Вал перекрыт множеством мелких кратеров. Высота вала над окружающей местностью 1140 м., объем кратера составляет приблизительно 2200 км³. Дно чаши кратера сравнительно ровное, в юго-восточной части чаши лежит приметный кратер. Центральный пик отсутствует.

## Сателлитные кратеры
| Бюшинг | Координаты                                            | Диаметр, км |
| ------ | ----------------------------------------------------- | ----------- |
| A      | 38°22′ ю. ш. 20°26′ в. д. / 38,37° ю. ш. 20,43° в. д. | 5,2         |
| B      | 39°01′ ю. ш. 22°45′ в. д. / 39,01° ю. ш. 22,75° в. д. | 17,9        |
| C      | 37°18′ ю. ш. 19°32′ в. д. / 37,3° ю. ш. 19,53° в. д.  | 7,4         |
| D      | 38°45′ ю. ш. 21°48′ в. д. / 38,75° ю. ш. 21,8° в. д.  | 30,6        |
| E      | 36°43′ ю. ш. 18°23′ в. д. / 36,71° ю. ш. 18,38° в. д. | 14,7        |
| F      | 39°06′ ю. ш. 20°57′ в. д. / 39,1° ю. ш. 20,95° в. д.  | 5,7         |
| G      | 39°34′ ю. ш. 21°32′ в. д. / 39,57° ю. ш. 21,54° в. д. | 7,3         |
| H      | 37°28′ ю. ш. 21°04′ в. д. / 37,46° ю. ш. 21,06° в. д. | 4,7         |
| J      | 39°33′ ю. ш. 22°13′ в. д. / 39,55° ю. ш. 22,21° в. д. | 6,7         |
| K      | 38°01′ ю. ш. 18°40′ в. д. / 38,02° ю. ш. 18,66° в. д. | 5,1         |

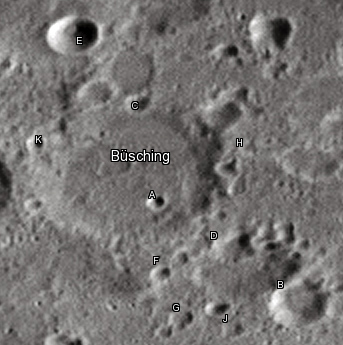
Снимок Девида Кемпбелла.

- Сателлитный кратер Бюшинг E включен в список кратеров с темными радиальными полосами на внутреннем склоне Ассоциации лунной и планетарной астрономии (ALPO)[5].